# Harry Guntrip
Harry Guntrip (1901-1975) fue un psicólogo conocido por sus importantes contribuciones a la Teoría de la relación de objeto. Fue miembro de la Sociedad Psicológica Británica, psicoterapeuta y profesor del Departamento de Psiquiatría de la Universidad de Leeds, y pastor metodista. Fue descrito por John D.Sutherland como "uno de los inmortales del psicoanálisis".

## Trabajo
La obra de Guntrip sintetiza el trabajo de Melanie Klein,  Ronald Fairbairn, y D. W. Winnicott. Pero también aporta sus propias ideas, en las cuales criticó a Freud por estar demasiado orientado a la biología, y ser por tanto deshumanizador. Argumentó que la regresión del ego tiene importantes efectos en la vida, y entendió que la sensación de vacío esquizoide es un reflejo de la retirada de energía del mundo real hacia el mundo interno de relaciones objeto.
Trabajó extensamente con pacientes esquizoides que eran retraídos, desvinculados, e incapaces de formar relaciones humanas reales. Vino a referirse al yo (self) como un concepto psicológico fundamental, al psicoanálisis como un estudio de su crecimiento, y a la terapia psicoanalítica como la manera de proporcionar una relación personal en la cual al self alienado y retraído se le da una oportunidad para el crecimiento y desarrollo sano, situándolo al fin en contacto con otras personas y objetos.

## Trabajos publicados
- Schizoid Phenomena, Object-Relations, and the Self (1992). Karnac Books.ISBN 1-85575-032-5
- Psychoanalytic Theory, Therapy, and the Self: A Basic Guide to the Human Personality in Freud, Erikson, Klein, Sullivan, Fairbairn, Hartmann, Jacobson, and Winnicott (1985). Karnac Books.ISBN 0-946439-15-X
- Personality Structure and Human Interaction (1995). Karnac Books.ISBN 1-85575-118-6
- Psychology for Ministers and Social Workers (1949)
- You and Your Nerves
- Mental Pain and the Cure of Souls
- Middle Age (con L. J. Tizard)

## Otras lecturas
- Dobbs, Trevor M. (2010) Faith, Theology and Psychoanalysis: The Life and Thought of Harry S. Guntrip, James Clarke & Co., ISBN 978-0-227-17330-5.
- Hazell, J (1986) H.J.S.Guntrip: A Psychoanalytical Biography, Free Association Books, ISBN 1-85343-333-0.